# James Hutton
James Hutton (Edimburgo, 3 de junho de 1726 – 26 de março de 1797) foi um geólogo, agricultor, fabricante de produtos químicos, naturalista e médico escocês. Muitas vezes referido como o pai da geologia moderna, ele desempenhou um papel fundamental no estabelecimento da geologia como uma ciência moderna.

## Carreira
Hutton avançou a ideia de que a história remota do mundo físico pode ser inferida a partir de evidências nas rochas atuais. Através de seu estudo de características na paisagem e litorais de suas terras baixas escocesas nativas, como Salisbury Crags ou Siccar Point, ele desenvolveu a teoria de que as características geológicas não poderiam ser estáticas, mas sofreram transformação contínua por períodos indefinidamente longos. A partir disso, ele argumentou, contrariamente aos dogmas religiosos convencionais de sua época, que a Terra não poderia ser jovem. Ele foi um dos primeiros proponentes do que na década de 1830 ficou conhecido como uniformitarismo, a ciência que explica as características da crosta terrestre. como o resultado de processos naturais contínuos ao longo da longa escala de tempo geológico. Hutton também apresentou uma tese para um 'sistema da Terra habitável' proposto como um mecanismo deísta projetado para manter o mundo eternamente adequado para humanos, uma tentativa inicial de formular o que hoje pode ser chamado de um tipo de princípio antrópico.
Algumas reflexões semelhantes às de Hutton podem ser encontradas em publicações de seus contemporâneos, como o naturalista francês Georges-Louis Leclerc de Buffon, mas é principalmente o trabalho pioneiro de Hutton que estabeleceu o campo.

## Obras publicadas
- 1785. Abstract of a dissertation read in the Royal Society of Edinburgh, upon the seventh of March, and fourth of April, MDCCLXXXV, Concerning the System of the Earth, Its Duration, and Stability. Edinburgh. 30pp. at Oxford Digital Library.
- 1788.The theory of rain. Transactions of the Royal Society of Edinburgh, vol. 1, Part 2, pp. 41–86.
- 1788. Theory of the Earth; or an investigation of the laws observable in the composition, dissolution, and restoration of land upon the Globe. Transactions of the Royal Society of Edinburgh, vol. 1, Part 2, pp. 209–304. at Internet Archive.
- 1792. Dissertations on different subjects in natural philosophy. Edinburgh & London: Strahan & Cadell. at Google Books
- 1794. Observations on granite. Transactions of the Royal Society of Edinburgh, vol. 3, pp. 77–81.
- 1794. A dissertation upon the philosophy of light, heat, and fire. Edinburgh: Cadell, Junior, Davies. at e-rara (ETH-Bibliothek)
- 1794. An investigation of the principles of knowledge and of the progress of reason, from sense to science and philosophy. Edinburgh: Strahan & Cadell. at (VIRGO) University of Virginia Library)
- 1795. Theory of the Earth; with proofs and illustrations. Edinburgh: Creech. 3 vols. at e-rara (ETH-Bibliothek)
- 1797. Elements of Agriculture. Unpublished manuscript.
- 1899. Theory of the Earth; with proofs and illustrations, vol III, Edited by Sir Archibald Geikie. Geological Society, Burlington House, London. at Internet Archive